# John Barbirolli

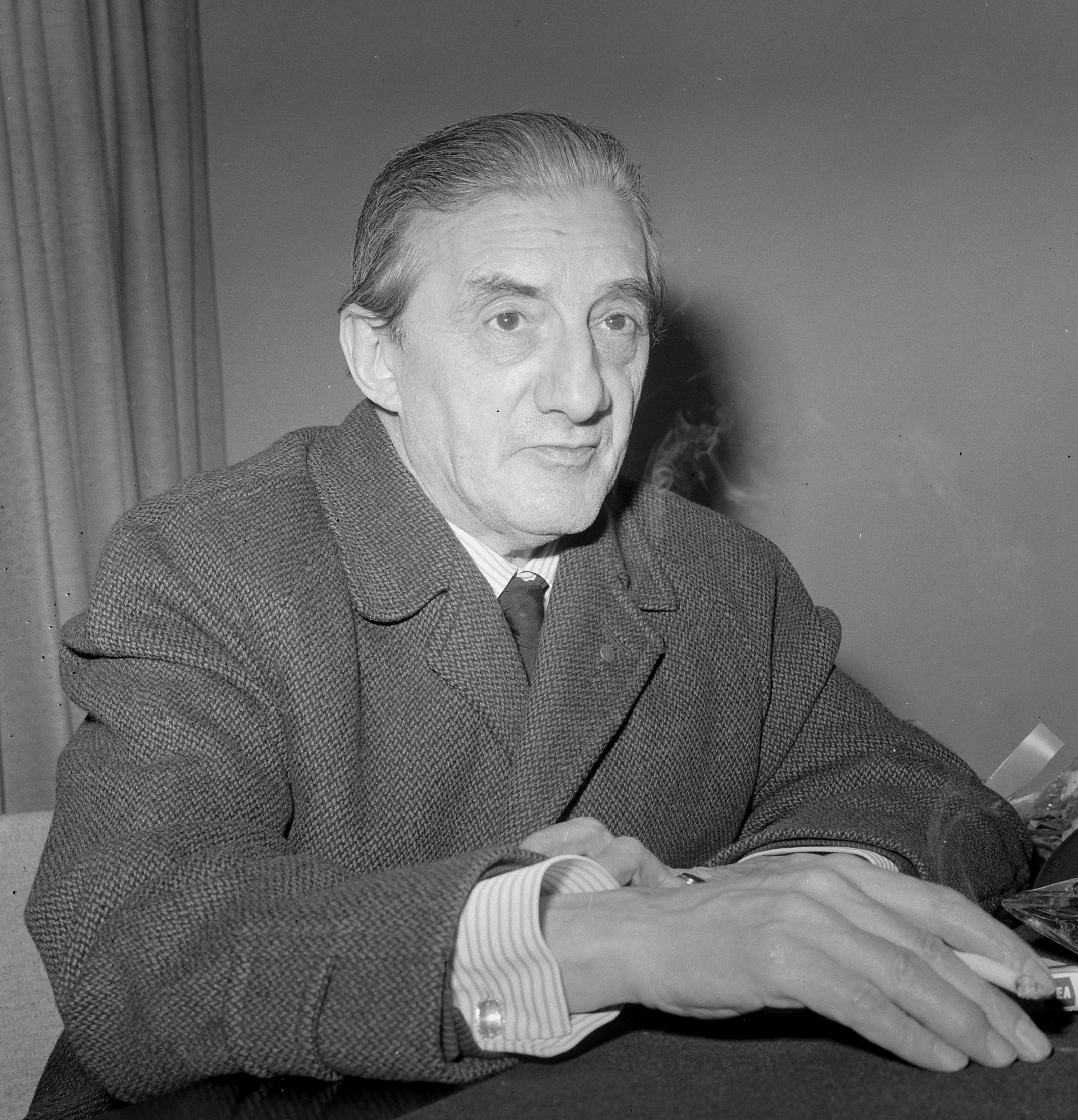
John Barbirolli (1965)

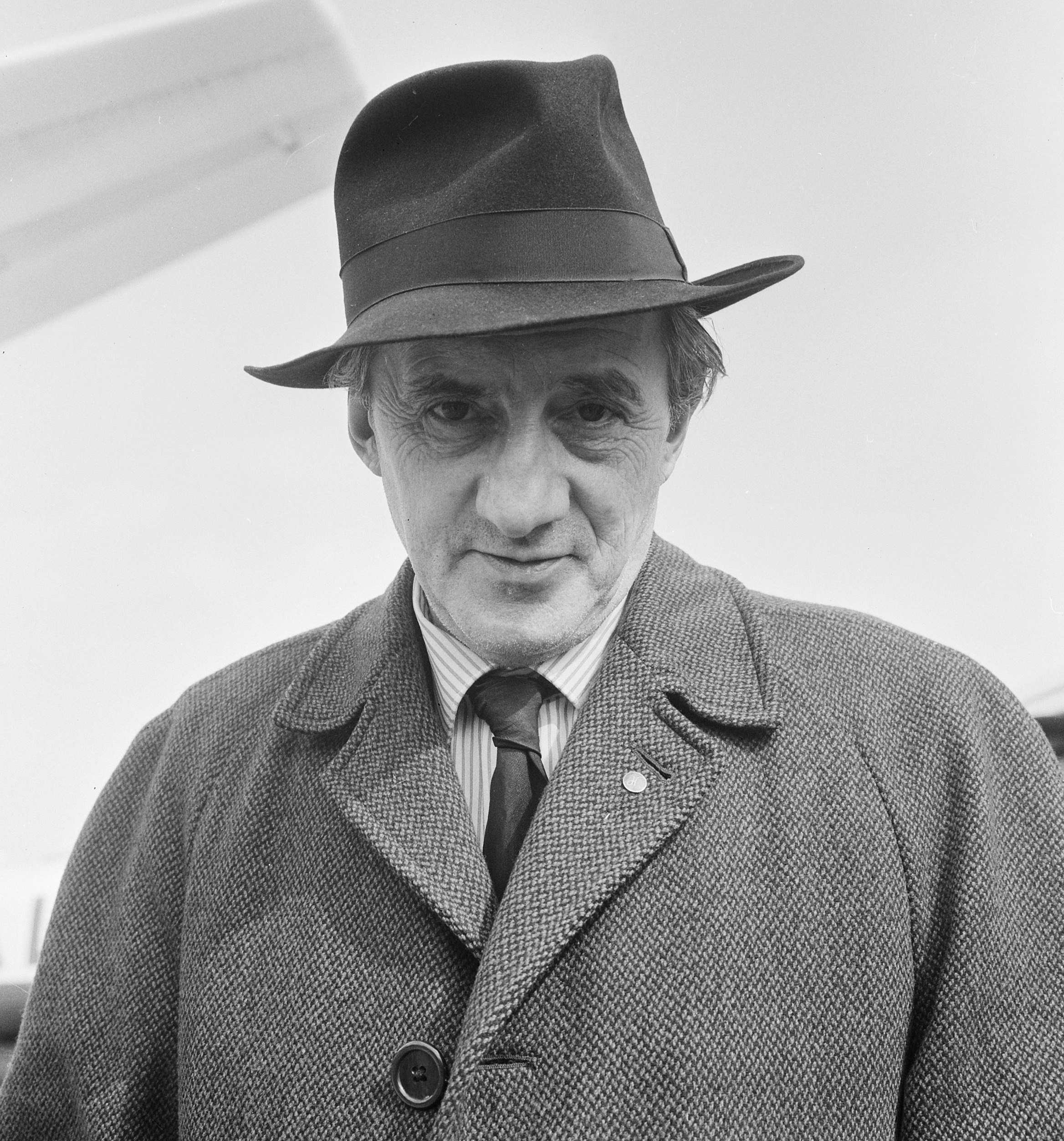
John Barbirolli (1965)

Sir John (Giovanni Battista) Barbirolli (* 2. Dezember 1899 in London; † 29. Juli 1970 ebenda) war ein britischer Dirigent und Cellist.

## Leben
John Barbirolli stammte aus einer Musikerfamilie, sein Vater und sein Onkel waren Geiger in Londoner Theaterorchestern, die auch schon an der Mailänder Scala unter Arturo Toscanini aufgetreten waren. Von 1912 bis 1917 studierte Barbirolli an der Royal Academy of Music.
Als junger Cellist machte er einige Tonaufnahmen, spielte im London Symphony Orchestra (LSO) und erhielt dort früh die Gelegenheit zu einem Soloauftritt. In den 1920er Jahren wandte er sich dem Dirigieren zu und gründete ein Kammerorchester.
In den 1930er Jahren machte Barbirolli viele Aufnahmen mit dem LSO und dem London Philharmonic Orchestra, mit denen er Konzerte von führenden Solokünstlern wie Fritz Kreisler, Jascha Heifetz und Arthur Rubinstein begleitete.
Im Jahr 1937 wurde Barbirolli als Nachfolger Toscaninis als Dirigent der New York Philharmonic verpflichtet. Obwohl seine fünf Spielzeiten dort musikalisch sehr erfolgreich waren, wie Tonaufnahmen von damals zeigen, stand er unter fortwährendem Beschuss der New Yorker Presse.
Im Jahr 1942 wurde Barbirolli zu einer Verlängerung seines Kontrakts gedrängt, hätte zur Fortsetzung seines Aufenthaltes jedoch die US-Staatsbürgerschaft annehmen müssen, wozu er nicht willens war. Zu diesem Zeitpunkt erreichte ihn die Einladung, als Hauptdirigent das Hallé-Orchester in Manchester zu übernehmen.
Die Mitglieder des Hallé-Orchester waren zu diesem Zeitpunkt zur Hälfte gleichzeitig auch bei der BBC verpflichtet, und als Barbirolli zusagte, wurde diese Doppelverpflichtung aufgelöst und Barbirolli reorganisierte das Orchester.
Barbirolli leitete das Orchester anschließend für 25 Jahre. Gleichzeitig dirigierte er auch das BBC-Orchester und andere Londoner Orchester bei Konzerten und auf Plattenaufnahmen mit EMI.
Barbirolli war in zweiter Ehe mit der Oboistin Evelyn Rothwell (1911–2008) verheiratet.